# Orotelli
Orotelli (sardinski: Orotèddi) je grad i općina (comune) u pokrajini Nuoru u regiji Sardiniji, Italija. Nalazi se na nadmorskoj visini od 406 metara i ima 2 033 stanovnika.
 Prostire se na 61,18 km². Gustoća naseljenosti je 33 st/km².
Susjedne općine su: Benetutti, Bono, Bottidda, Illorai, Oniferi i Orani.